# Росано Венето (Виченца)
Росано Венето (итал. Rossano Veneto) је насеље у Италији у округу Виченца, региону Венето.
Према процени из 2011. у насељу је живело 7572 становника. Насеље се налази на надморској висини од 74 м.

## Становништво
Према резултатима пописа становништва 2011. у општини је живело 7.922 становника.
| 1931. | 1936. | 1951. | 1961. | 1971. | 1981. | 1991. | 2001. | 2011. |
| ----- | ----- | ----- | ----- | ----- | ----- | ----- | ----- | ----- |
| 5.029 | 5.100 | 5.361 | 5.165 | 6.159 | 6.523 | 6.488 | 6.567 | 7.922 |